# Dihidroneopterinska aldolaza
Dihidroneopterinska aldolaza (EC 4.1.2.25, 2-amino-4-hidroksi-6-(-eritro-1,2,3-trihidroksipropil)-7,8-dihidropteridin glikolaldehid-lijaza) je enzim sa sistematskim imenom 2-amino-4-hidroksi-6-(-eritro-1,2,3-trihidroksipropil)-7,8-dihidropteridin glikolaldehid-lijaza (formira 2-amino-4-hidroksi-6-hidroksimetil-7,8-dihidropteridin). Ovaj enzim katalizuje sledeću hemijsku reakciju
2-amino-4-hidroksi-6-(-eritro-1,2,3-trihidroksipropil)-7,8-dihidropteridin {\displaystyle \rightleftharpoons } 2-amino-4-hidroksi-6-hidroksimetil-7,8-dihidropteridin + glikolaldehid

## Literatura
- Nicholas C. Price; Lewis Stevens (1999). Fundamentals of Enzymology: The Cell and Molecular Biology of Catalytic Proteins (Third изд.). USA: Oxford University Press. ISBN 019850229X.
- Eric J. Toone (2006). Advances in Enzymology and Related Areas of Molecular Biology, Protein Evolution (Volume 75 изд.). Wiley-Interscience. ISBN 0471205036.
- Branden C; Tooze J. Introduction to Protein Structure. New York, NY: Garland Publishing. ISBN 0-8153-2305-0.
- Irwin H. Segel. Enzyme Kinetics: Behavior and Analysis of Rapid Equilibrium and Steady-State Enzyme Systems (Book 44 изд.). Wiley Classics Library. ISBN 0471303097.

## Spoljašnje veze
- Dihydroneopterin+aldolase на 